# SC-SA-4
La SC-SA-4 es una carretera perteneciente a la Red de Carreteras Sin Clasificar de la Junta de Castilla y León que une la carretera  SA-114  con la Estación de Ferrocarril de Alba de Tormes. Hasta el año 2002 esta vía  se denominaba como  SA-122 . En el Plan de carreteras 2002 - 2007 de la Junta de Castilla y León se le retiró dicha denominación adoptando posteriormente la denominación actual

## Origen y Destino
La carretera  SC-SA-4  tiene su origen en el término municipal de Alba de Tormes en la intersección con la carretera  SA-114 , y termina en la  Estación de Alba de Tormes  formando parte de la Red de carreteras de Salamanca.